# Трафарет

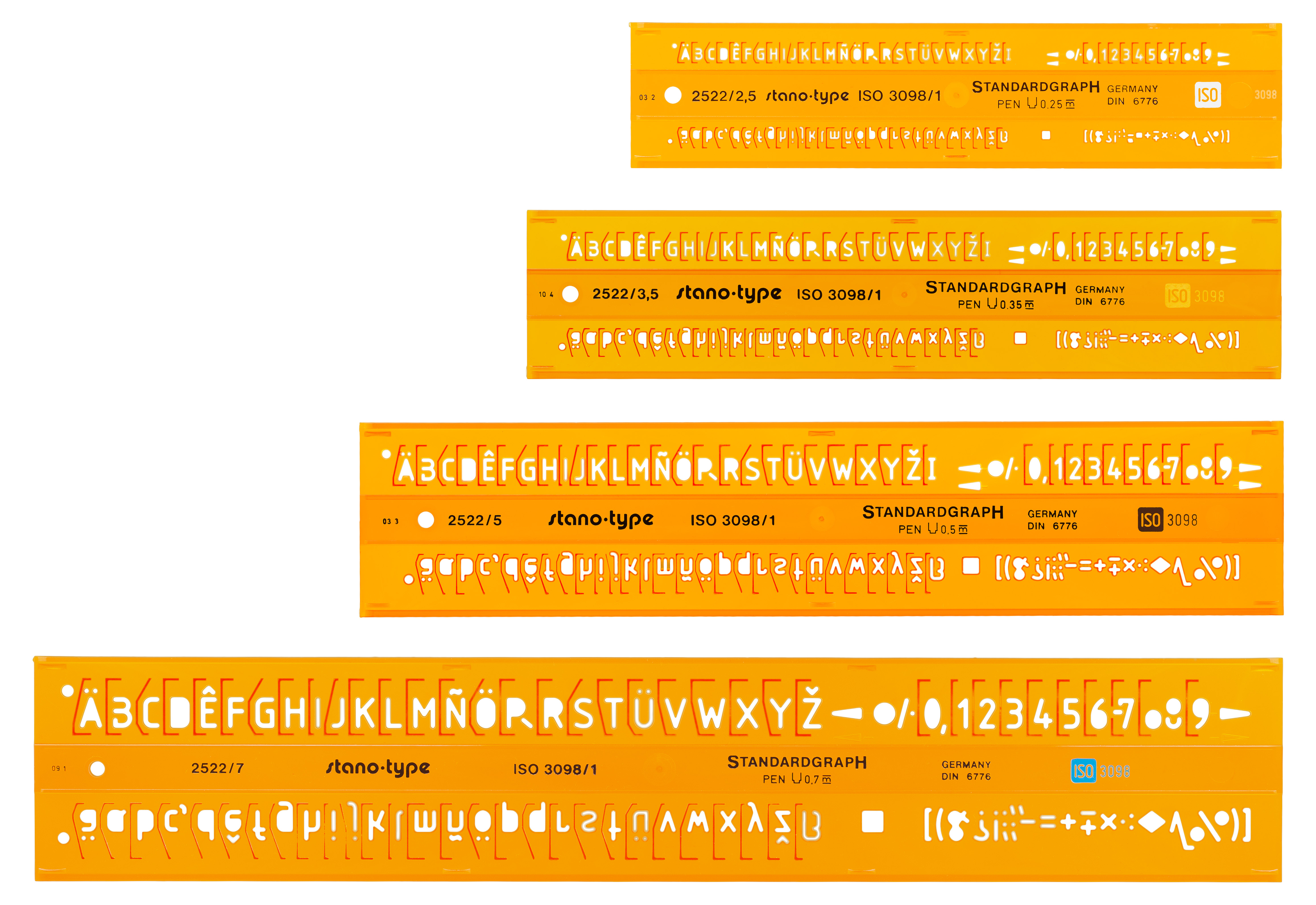
Трафарети для креслень

Трафарет (італ. traforetto, букв. — продірявлене) — багатозначний термін, який може мати наступні визначення:
1. Платівка з картону, целулоїду або металу, що в ній прорізано малюнок, літери чи цифри. За допомогою трафарету розписують орнаментом стіни і стелі будинків, маркують тару і промислові вироби, роблять написи на креслениках тощо.
2. Пристосування для поліграфічного відтворення тексту чи ілюстрацій методом трафаретного друку.
3. В переносному розумінні — зразок, що його сліпо наслідують; шаблон, штамп.
4. Елемент шлюзу для збагачення корисних копалин.
5. На трафареті не має ніяких позначок на відміну від лекал, на леках позначають розмір, надсічки, назву та кількість деталей. Трафарет повинен бути з стійкого матеріалу, який витримує високу температуру і вологість праски.